# Джонсон, Фред
Фред Г. Джонсон (январь 1892, Чикаго, Иллинойс — 11 мая 1990, Сан-Сити, Аризона) — американский художник. Автор многочисленных афиш и рекламных баннеров, 65 лет своей карьеры художника посвятил цирковому искусству. Афиши и баннеры, написанные им, выставлялись в Мировой ярмарке в Чикаго в 1933 году, called A Century Of Progress, а также цирковыми коллективами братьев Ринглинг, Барнума и Бэйли и Клайдом Битти. Его называли «Пикассо» циркового искусства.
Фред Джонсон был одним из девяти детей в обычной чикагской семье. В 14 лет начал работать курьером в чикагской компании United States Tent & Awning Co., откуда вскоре был уволен за увлечение бейсболом в ущерб работе. Он устроился работать к художнику Гарри Карлтону Камминсу, занимавшемуся росписью баннеров, где его обязанностью было натягивать полотно и содержать в чистоте инструменты для работы художника. Камминс также научил его рисовать баннеры-афиши, хотя сам никогда не получал художественного образования. Джонсон продолжил работу в компании United States Tent & Awning Co. после Первой мировой войны, рисовал баннеры для владельцев компании Уолтера и Чарльза Драйверов с 1921 по 1930 годы.
Цирковые баннеры и вывески впервые появились в Европе в начале 1800-х годов. Они обычно вывешивались за пределами стендов, выставок или афишных тумб, и выполняли ту же функцию, что и декоративные вывески для магазинов, — рекламировали свой товар. Во времена своего с 1870-х до конца 1960-х годов, на карнавалах и передвижных шоу по всему миру были развешаны баннеры и афиши, написанные от руки. Ранние цирки обычно использовали ярко раскрашенные афиши, чтобы привлечь зрителей к своим достаточно простым выступлениям, делавшим акцент на демонстрации различных курьезов. Заклинатели змей, глотатели шпаг, двухголовые младенцы и коровы с пятью ногами были необходимой частью программы весьма эпатажных цирковых выступлений тех времен, предлагавших зрителю 'шок и удивление всего лишь за пять центов'. Цирковые баннеры обычно изготавливались размерами 8 футов (2,4 м) в высоту, но другие заказы могли быть любых размеров. Самое большой нарисованное Джонсоном полотно имело размеры 50 футов (15 м) на 15 футов (4,6 м) и было написано «for a bughouse», работа над баннером заняла у него около 40 часов. В среднем, рисование одного баннера занимало 4 часа в день. Он также занимался созданием боковых панелей для цирковых трейлеров и каруселей.
Чарльз Драйвер позже открыл своё дело и пригласил Джонсона к себе. Когда он разорился, Джонсон продолжил рисовать афиши в одном из гаражей в северо-западном районе Чикаго. Драйвер справился с банкротством, продолжил работу в компании O. Henry Tent & Awning Co., и уговорил Джонсона присоединиться к себе. Джонсон проработал на эту компанию 40 лет — с 1934 до 1974 года.
В возрасте 89 лет он ушёл на пенсию и переехал в Сан-Сити (Аризона), где умер в возрасте 98 лет. У него остался сын Эллсворт, три внука и четверо правнуков.
Большинство написанных им афиш не сохранилось, небольшая часть выставлена в цирковых музеях в Барабу (Висконсин) — на родине цирковой труппы братьев Ринглинг — и в городе Саратоса. Некоторые афиши продавались на аукционе Сотбис в 1981 году, и были известны под такими названиями, как «Minnie Ha-Ha the Monkey Girl» и «Dickie the Penguin Boy». В июле 1989 года Центральная галерея искусств (Art Center Gallery) штата Иллинойс проводила выставку его работ. В одной из серий документального сериала Американские коллекционеры, коллекционеры Майк Вулф и Фрэнк Фриц купили два баннера, поже отнесенные оценщиком Уильямом Лероем как предположительно принадлежащим кисти Джонсона. Хотя эта пара баннеров была в посредственном состоянии, она была перепродана за $10,000.